# مايك روبوتهام
مايك روبوتهام (بالإنجليزية: Mike Rowbotham)‏ هو لاعب كرة قدم جنوب أفريقي في مركز الوسط، ولد في 2 سبتمبر 1965 في شفيلد في المملكة المتحدة. شارك مع منتخب جنوب أفريقيا لكرة القدم. أما مع النوادي، فقد لعب مع غريمسبي تاون ومانشستر يونايتد.